# Netrebivka, Tomașpil
Netrebivka (în ucraineană Нетребівка) este o comună în raionul Tomașpil, regiunea Vinnița, Ucraina, formată numai din satul de reședință.

## Demografie
Componența lingvistică a satului Netrebivka
     Ucraineană (99,56%)
     Alte limbi (0,44%)
Conform recensământului din 2001, majoritatea populației satului Netrebivka era vorbitoare de ucraineană (99,56%), existând în minoritate și vorbitori de alte limbi.